# Hassan Darsi
Hassan Darsi (Casablanca, 1961) è un artista marocchino.

## Biografia
Dopo 7 anni di studi artistici presso la Scuola di Visual Arts e Visual Mons in Belgio, è tornato in Marocco nel 1989 dove attualmente vive e lavora.
Nel 1995 ha fondato il progetto la Source du Lion a Casablanca, che organizza eventi di arte contemporanea.
Il lavoro artistico di Hassan Darsi è fortemente influenzato dalle sue esperienze, la sua vita quotidiana, il suo ambiente. Le sue opere sono aperte alle letture ambivalenti e si sforzano di rivelare situazioni di conflitto in senso figurato.
Hassan Darsi ha partecipato a numerose mostre internazionali nei centri d'arte, musei e biennali: Senegal, Sudafrica, Libano, Spagna, Francia, Germania, Stati Uniti, Cecoslovacchia, Paesi Bassi, Belgio, Marocco. Le sue opere sono presenti in collezioni pubbliche e private in Marocco e all'estero, ad esempio nel Museo di Arte Contemporanea di Anversa, Galleria MC2A a Bordeaux, Artothèque di Schiedam nei Paesi Bassi, Ministero delle Finanze in Marocco.
Hassan Darsi ha presentato i suoi progetti in varie tavole rotonde e conferenze in tutto il mondo.

## Esposizioni
2009
- Galleria L'Atelier 21, Casablanca
- 2nd Biennale of Contemporary Art Thessaloniki, Thessaloniki
- Biennale of Contemporary Art, Salonicco
- 2° Bienal del Fin del Mundo Interimperie , Ushuaia
- Dialogue : L'empathie des parties - Afinitats Electives - CRAC - Centre Régional d'Art Contemporain de Sète, Sète

2008
- Travesía - Centro Atlántico de Arte Moderno (CAAM), Las Palmas de Gran Canaria
- International Triennale of Contemporary Art - Re-Reading the Future - International Triennale of Contemporary Art (ITCA), Praga

2007
- Re-aspora - Locus one - Mama, Rotterdam
- Installations: Seven International Artists with Roots in Morocco - Faulconer Gallery, Grinnell, IA
- ZONDER TITEL - MuHKA Museum voor Hedendaagse Kunst Antwerpen, Anversa

2006
- 7ª Biennale de l'Art Africain contemporain - Dak'Art, Dakar

2000
- 4ª Biennale de l'Art Africain Contemporain - Dak'Art, Dakar